# کیروایلر (کوزل)
کیروایلر (به آلمانی: Kirrweiler) یک شهر در آلمان است که در Lauterecken-Wolfstein واقع شده‌است.